# OGAE Second Chance Contest
O OGAE Second Chance Contest é um evento visual fundado em 1987 e organizado por membros da OGAE. Quatro países competiram na primeira edição, realizada em 1987. Anteriormente era um evento não televisionado que evoluiu com a utilização do vídeo e, atualmente, do DVD e do YouTube.
Todos os verões após o Festival Eurovisão da Canção, cada membro pode apresentar uma canção que não tenha vencido a seleção nacional do seu país no concurso do ano em curso. Os membros de cada país escolhem de entre as canções não vencedoras e seleccionam uma para os representar no evento. Cada país membro da OGAE envia os seus votos ao organizador do ano em curso. Desde 1993, recorre-se a júris convidados para votar.

## História
O concurso teve início em 1987, altura em que era conhecido como "O Favorito da Europa". Quatro países competiram na primeira edição: Países Baixos, Noruega, Suécia e Reino Unido. O concurso expandiu-se rapidamente e, atualmente, mais de 20 países competem todos os anos. Devido à natureza de alguns países e das suas finais nacionais, é comum que alguns países participem esporadicamente no evento.

## Formato
O concurso realiza-se durante o verão, após o Festival Eurovisão da Canção do ano em curso. Cada membro da OGAE envia um vídeo da canção participante a todos os outros membros. Os votos são depois enviados para o organizador, normalmente o país vencedor do ano anterior, que organiza a final. O sistema de votação evoluiu desde os primeiros anos, em que se votava apenas com áudio, até à utilização posterior de vídeo, DVD e YouTube.
No passado, os países que não tinham tido finais nacionais televisionadas podiam concorrer. Essas canções foram apresentadas entre 1989 e 1991, altura em que a OGAE Espanha enviou canções que se sabia terem feito parte do processo de seleção interna. Em 1990, 1991, 1998 e 1999, a Itália concorreu com canções vencedoras do Festival de Sanremo, conhecido por ser a base do Festival Eurovisão da Canção. Depois de 1999, foi estabelecida uma nova regra que permitia que apenas as canções das finais nacionais televisionadas pudessem concorrer. Isto significou que muitos países não puderam competir durante muitos anos por não terem tido uma final nacional no seu país. Em 1993, os júris convidados passaram a ser utilizados na votação. Estes júris eram compostos por membros que não podiam participar por não terem uma final nacional no seu país.

## Participação
A participação no Concurso de Segunda Oportunidade exige que os participantes tenham tido uma final nacional transmitida pela televisão no seu país durante o festival do ano em curso. Até à data, 37 países competiram pelo menos uma vez. Os países estão listados na tabela abaixo, juntamente com o ano em que fizeram a sua estreia:
| Ano  | País(es) que faz(em) a(s) sua(s) estreia(s)                                         |
| ---- | ----------------------------------------------------------------------------------- |
| 1987 | Países Baixos, Noruega, Suécia, Reino Unido                                         |
| 1988 | Dinamarca, Finlândia, Alemanha, Grécia, Irlanda, Israel                             |
| 1989 | Espanha                                                                             |
| 1990 | Áustria, Chipre, Itália, Portugal                                                   |
| 1991 | Suíça , Iugoslávia                                                                  |
| 1992 | Bélgica                                                                             |
| 1993 | Croácia, Estónia, Hungria, Islândia, Malta, Roménia, Eslováquia, Eslovênia, Turquia |
| 1994 | Rússia                                                                              |
| 1996 | Bósnia e Herzegovina, Macedônia do Norte                                            |
| 1999 | França                                                                              |
| 2000 | Letônia                                                                             |
| 2001 | Lituânia                                                                            |
| 2003 | Polónia                                                                             |
| 2004 | Sérvia e Montenegro                                                                 |
| 2006 | Ucrânia                                                                             |
| 2007 | Sérvia                                                                              |
| 2009 | Andorra, Moldávia, Resto do mundo                                                   |
| 2010 | Armênia, Azerbaijão, Bulgária                                                       |

## Vitórias
| Vitórias | País          | Ano(s) |
| -------- | ------------- | --- |
| 17       | Suécia        | 1987, 1988, 1990, 1991, 1994, 1995, 1996, 2001, 2003, 2005, 2007, 2008, 2010, 2014, 2017, 2020, 2022, 2023 |
| 4        | Noruega       | 1992, 1993, 2013, 2021                                                                                     |
| 3        | Espanha       | 2002, 2004, 2012                                                                                           |
| 3        | Itália        | 1997, 2015, 2018                                                                                           |
| 2        | Dinamarca     | 1989, 2009                                                                                                 |
| 1        | Países Baixos | 1998 |
| 1        | Turquia       | 1999 |
| 1        | Finlândia     | 2000 |
| 1        | Eslovênia     | 2006 |
| 1        | Islândia      | 2011 |
| 1        | Polónia       | 2016 |
| 1        | França        | 2019 |